# Picão e Ermida
Picão e Ermida (oficialmente: União das Freguesias de Picão e Ermida) é uma freguesia portuguesa do município de Castro Daire, com 15,95 km² de área e 415 habitantes (censo de 2021). A sua densidade populacional é 26 hab./km².

## História
Foi constituída em 2013, no âmbito de uma reforma administrativa nacional, pela agregação das antigas freguesias de Picão e Ermida, tendo a sede em Picão.
Esta agregação acabou com uma das particularidades do concelho de Castro Daire: o facto de até aí ter tido uma das poucas freguesias portuguesas territorialmente descontínuas (Ermida).

Antigas freguesias que deram origem à União das Freguesias de Picão e Ermida (Castro Daire).

## Demografia
A população registada nos censos foi:
| Distribuição da População por Grupos Etários | Distribuição da População por Grupos Etários | Distribuição da População por Grupos Etários | Distribuição da População por Grupos Etários | Distribuição da População por Grupos Etários | Distribuição da População por Grupos Etários |
| -------------------------------------------- | -------------------------------------------- | -------------------------------------------- | -------------------------------------------- | -------------------------------------------- | -------------------------------------------- |
| Antes da agregação                           |                                              |                                              |                                              |                                              |                                              |
| Ano                                          | 0-14 anos                                    | 15-24 anos                                   | 25-64 anos                                   | >= 65 anos                                   | Total                                        |
| 2001                                         | 79                                           | 64                                           | 243                                          | 178                                          | 564                                          |
| 2011                                         | 52                                           | 60                                           | 235                                          | 188                                          | 535                                          |
| Após a agregação                             |                                              |                                              |                                              |                                              |                                              |
| Ano                                          | 0-14 anos                                    | 15-24 anos                                   | 25-64 anos                                   | >= 65 anos                                   | Total                                        |
| 2021                                         | 27                                           | 28                                           | 190                                          | 170                                          | 415                                          |